# Škoda 15TrSF

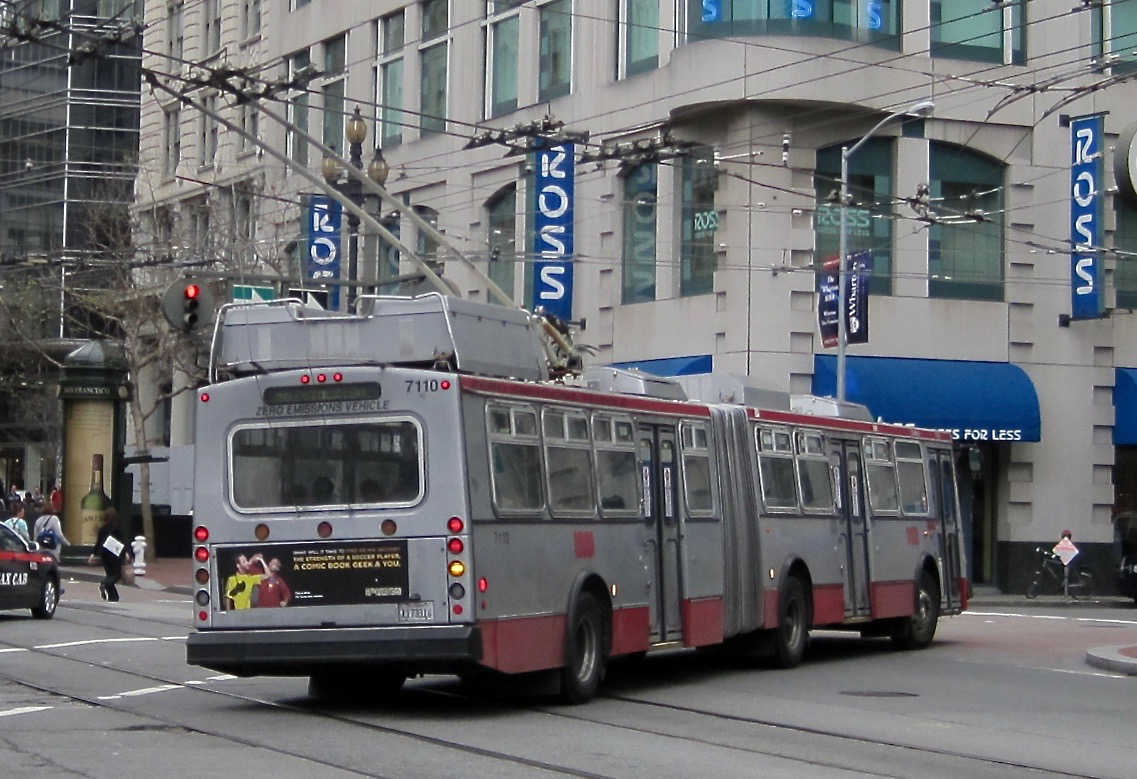
Pohled na zadní část trolejbusu Škoda 15TrSF

Škoda 15TrSF je modernizovaná exportní verze československého dvoučlánkového trolejbusu Škoda 15Tr, která byla určena pro americké město San Francisco.

## Konstrukce a modernizační prvky
Vozy 15TrSF byly vyráběny obdobně jako standardní trolejbusy 14TrSF, které byly taktéž určeny pro San Francisco. Ve Škodě Ostrov byly vyrobeny pouze skelety těchto kloubových trolejbusů, sestaveny byly až v podniku ETI Baltimore, kterou založila Škoda společně s firmou AAI Baltimore právě za účelem kompletace trolejbusů.
Trolejbus 15TrSF vychází mechanicky i elektricky z typu 15Tr. Jde tedy o třínápravový trolejbus, který se skládá ze dvou částí. Ty jsou navzájem spojeny kloubem a krycím měchem. Byl pozměněn nejen design vozidla, který je stejný jako u vozů 14TrSF, ale i interiér nebo počet dveří. V pravé bočnici jsou pouze troje dvoukřídlé skládací dveře; dvoje v předním článku, jedny v článku druhém.

## Prototyp
V roce 1999 byl vyroben jeden prototyp vozu 15TrSF (pravděpodobně byl jako jediný vůz svého typu dokončen v Ostrově). Po zkouškách u výrobce byl dodán s ostatními trolejbusy 15TrSF do San Francisca. Zde obdržel evidenční číslo 7101 a v provozu zůstal až do roku 2016, kdy byl vyřazen společně se všemi ostatními vozy 15TrSF.

## Dodávky trolejbusů
V letech 1999 až 2003 bylo vyrobeno celkem 33 vozů 15TrSF.
| Současný stát | Město         | Článek | Typ    | Roky dodávek | Počet vozů | Evidenční čísla při dodání | Poznámky | Zdroj       |
| ------------- | ------------- | ------ | ------ | ------------ | ---------- | -------------------------- | -------- | ----------- |
| USA           | San Francisco | článek | 15TrSF | 2002–2003    | 33         | 7101–7133                  |          | [ 1 ] [ 2 ] |

Všechny trolejbusy 15TrSF byly z provozu vyřazeny v roce 2016.